# 唐寅祠
唐寅祠，别名唐解元祠，位于江苏省苏州市姑苏区廖家巷前新街10号，建于明代，为苏州市文物保护单位。
唐寅（1470年－1524年），字伯虎，吴县人，明代著名画家、书法家，名列“吴门四家”、“吴中四才子”之列。
唐寅祠最早为明万历十年（1582年）僧侣在此建的禅房数间，明天启六年（1626年）改建成为准提庵。清嘉庆五年（1800年），庵东部被辟为唐解元祠，祭唐寅、祝允明、文徵明。
现存准提庵占地2000平方米，有山门、大殿，唐寅祠位于大殿东侧，原名“天章阁”，清道光年间倒塌，改建平房。祠内墙嵌唐寅《桃花庵歌》明弘治刻石及清道光摹刻石二碑。
唐寅祠及准提庵历经多次大修，1989年至1991年曾用作苏州丝绸博物馆的初期馆址。最近一次为2012年，将庵内及周围民房迁出，并重整、复建建筑，恢复旧貌。